# Sacharidy
Sacharidy (z lat. saccharum = cukr), též glycidy, zastarale (a nesprávně) uhlovodany, uhlohydráty nebo karbohydráty, jsou organické sloučeniny patřící do skupiny polyhydroxyderivátů karbonylových sloučenin (aldehydů nebo ketonů). Mnohé ze sacharidů jsou významné přírodní látky, řada dalších byla připravena synteticky. Nízkomolekulární sacharidy, vyznačující se více či méně sladkou chutí, se nazývají cukry.

## Etymologie
Ve vědecké literatuře se užívá synonymicky pojem sacharidy, glycidy, cukry. Starší pojmy karbohydráty, uhlovodany a uhlohydráty vycházely z teorie cukru jako „hydrátu uhlíku“, tedy podle sumárního vzorce Cn(H2O)n. Nejsprávnější a nejpřesnější název je sacharidy. Pojmem cukry se označují sacharidy, které jsou dobře rozpustné ve vodě a jejich roztoky mají sladkou chuť - jedná se o monosacharidy a oligosacharidy, polysacharidy ne, tudíž je zřejmé, že pojem cukry je nepřesný, ale lze jej použít. Pojmy uhlovodany a uhlohydráty jsou naprosto nepřesné a svádí k mylnému závěru, že se jedná o hydratovaný uhlík, a proto je doporučeno tyto pojmy nepoužívat. V populární literatuře se za karbohydráty považuje i samotná potravina s vyšším procentem sacharidů (např. cereálie nebo těstoviny) nebo dokonce i samotný cukr. V USA se u popisků výrobků uvádí jako karbohydrát (dle norem USDA National Nutrient Database) vše kromě vody, bílkovin, tuků, sušiny a etanolu, takže zahrnuje i kyselinu octovou a mléčnou, které mezi sacharidy nepatří, nebo vlákninu, která může být sice chemicky sacharidem, ale její nutriční hodnota je mizivá.
Ve striktním významu se za cukr považuje sladký, rozpustný sacharid užívaný v potravinách.

## Rozpustnost a chuť
Nízkomolekulární sacharidy jsou rozpustné ve vodě a mají více či méně sladkou chuť: označují se jako cukry (monosacharidy a oligosacharidy jsou na potravinách označovány kategorií „z toho cukry“). Makromolekulární polysacharidy jsou většinou bez chuti a jsou ve vodě jen omezeně rozpustné (škrob, agar), nebo zcela nerozpustné (celulóza a jiné neškrobové polysacharidy z vlákniny).

## Struktura
Základní stavební jednotkou všech sacharidů jsou cukerné jednotky, kterými jsou monosacharidy, které jsou samy o sobě nejjednoduššími cukry vůbec. Existují ve dvou základních strukturních formách, mezi nimiž se ustavuje chemická rovnováha, a to lineární a cyklické. V cyklické formě se karbonylová skupina (aldehydická nebo ketonická) propojí s jednou z hydroxylových skupin na vzdáleném konci řetězce a vytvoří většinou šestičlennou nebo pětičlennou heterocyklickou strukturu (pyranozový nebo furanozový cyklus).
Jak u lineární, tak u cyklické formy monosacharidů, jednotlivé uhlíky (s výjimkou prvního a posledního uhlíku v řetězci a uhlíku, který je součástí karbonylové skupiny) představují asymetrická centra, způsobující optickou aktivitu; jedná se o tzv. chirální centra. Díky nim existuje velké množství stereoizomerů (prostorových izomerů) se stejným sumárním (souhrnným) vzorcem. Jejich maximální počet je 2n, kde n je počet chirálních center. Pro jejich zobrazení se v chemii sacharidů používají u lineárních forem molekul strukturní vzorce v tzv. Fischerově projekci, u cyklických forem kromě tohoto způsobu grafického zápisu též strukturní vzorce v projekci Haworthově. Dvojice stereoizomerů, které jsou vzájemně právě zrcadlovými obrazy, nazýváme enantiomery a označujeme je stejným názvem, kterému předřadíme symbol L- nebo D-. Dvojice stereoizomerů, které se liší konfigurací pouze na jednom chirálním atomu C, se nazývají epimery (například D-glukóza a D-manóza).

## Základní klasifikace
Při přechodu základních jednotek – monosacharidů – z cyklické formy na lineární vzniká poloacetálový resp. poloketálový hydroxyl. Propojením tohoto hydroxylu s hydroxylem další molekuly se mohou monosacharidy řetězit. Vazba, vytvořená tímto procesem, se nazývá glykosidová vazba. Cukerné jednotky se tímto způsobem mohou řetězit v podstatě v neomezeném počtu. Počet cukerných jednotek je přitom jedním z hledisek klasifikace sacharidů. Sacharidy dělíme na tři skupiny: monosacharidy, oligosacharidy a polysacharidy.

### Monosacharidy
Monosacharidy jsou tvořeny právě jednou cukernou jednotkou, podle typu karbonylové skupiny je dělíme na:
- aldózy obsahující v lineární formě karbonylovou skupinu na koncovém uhlíku, jsou to tedy polyhydroxyaldehydy – např. glukóza („hroznový cukr“).
- ketózy obsahující v lineární formě karbonylovou skupinu na jiném než koncovém uhlíku, jsou to tedy polyhydroxyketony – např. fruktóza („ovocný cukr“).

Podle počtu atomů uhlíku v molekule je dělíme na triózy (3 atomy C), tetrózy (4 atomy C), pentózy (5 atomů C), hexózy (6 atomů C) a heptózy (7 atomů C). Oba systémy se pak kombinují: např. aldohexózy jsou odvozeny od aldehydů se 6 atomy C.

### Oligosacharidy
Oligosacharidy jsou tvořeny dvěma až deseti cukernými jednotkami.
- Disacharidy – jsou tvořeny dvěma cukernými jednotkami – např. sacharóza („řepný cukr“), maltóza („sladový cukr“) nebo laktóza („mléčný cukr“).
- Trisacharidy – jsou tvořeny třemi cukernými jednotkami – např. rafinóza.
- Tetrasacharidy – jsou tvořeny čtyřmi cukernými jednotkami.
- atd.

### Polysacharidy
Polysacharidy jsou tvořeny více než deseti cukernými jednotkami.
- Nízkomolekulární polysacharidy, tvořené nejvýše několika desítkami cukerných jednotek a vznikající většinou z vysokomolekulárních polysacharidů částečnou hydrolýzou (např. rozpustný škrob).
- Vysokomolekulární polysacharidy, jsou přírodní polymery složené z mnoha desítek až stovek cukerných jednotek; v živých organismech slouží například jako:
  - dlouhodobá zásobárna energie (např. škrob, glykogen),
  - nebo mají stavební funkci (např. celulóza, chitin).

Hranice mezi oligosacharidy a polysacharidy (10 cukerných jednotek) je běžně akceptována; je však arbitrárně zvolená a nemá vlastně žádný fyzikálně-chemický ani biochemický význam.

## Význam
Sacharidy jsou jedny ze základních přírodních látek v rostlinných i živočišných organismech. Rostliny a ostatní autofototrofní organismy je dokáží vyrábět procesem zvaným fotosyntéza z vody a oxidu uhličitého pomocí sluneční energie. Ostatní organismy jsou závislé na jejich příjmu v potravě. Při krátkodobém nedostatku je mohou syntetizovat z aminokyselin a glycerolu.
Sacharidy mají v organismech důležité funkce:
- zdroj a krátkodobá zásoba energie (glukóza, fruktóza)
- zásobní látky (škrob, glykogen, inulin)
- stavební materiál (celulóza, chitin)
- složky některých složitějších látek (nukleových kyselin, hormonů, koenzymů)

Sacharidy mají také průmyslový význam: jsou přírodními surovinami pro výrobu papíru, textilních vláken, ethanolu, výbušnin atd.

## Metabolismus
Nejdůležitějším sacharidem je glukosa, jednoduchý cukr (monosacharid), který je metabolizován téměř všemi známými organismy. Glukóza a jiné sacharidy jsou součástí širokého spektra metabolických cest mezi jednotlivými druhy: rostliny syntetizují sacharidy z oxidu uhličitého a vody fotosyntézou, která ukládá absorbovanou energii vnitřně často ve formě škrobu nebo lipidů. Komponenty rostlin jsou spotřebovávány zvířaty a houbami a používají se jako palivo pro buněčné dýchání. Oxidace jednoho gramu sacharidu poskytuje přibližně 17 kJ (4 kcal) energie, zatímco oxidace jednoho gramu lipidů dosahuje přibližně 38 kJ (9 kcal). Lidské tělo uchovává 300–500 g sacharidů v závislosti na tělesné hmotnosti, přičemž kosterní svaly přispívají k velké části skladování. Energie získaná z metabolismu, např. oxidací glukózy je obvykle dočasně uložena uvnitř buněk ve formě ATP. Organismy schopné anaerobního a aerobního dýchání metabolizují glukózu a kyslík (aerobní) proto, aby uvolnily energii, oxid uhličitý s vodou jsou vedlejšími produkty.

## Důsledky sníženého příjmu sacharidů
Sacharidy jsou běžným zdrojem energie v živých organismech, nicméně žádný jediný sacharid není nezbytnou živinou u lidí. Lidé jsou schopni získat veškeré své energetické nároky z bílkovin a tuků, ačkoli potenciál pro některé negativní zdravotní účinky extrémního omezení sacharidů zůstává, protože problém nebyl dosud studován. Avšak v případě vlákniny – nestravitelných sacharidů, které nejsou zdrojem energie může nedostatečný příjem vést k významnému zvýšení úmrtnosti.
Příjem stravy, která sestává z velmi malých množství denních sacharidů po několik dní, obvykle vyústí ve vyšší hladiny ketolátek v krvi než izokalorická strava s podobným obsahem bílkovin. Tato relativně vysoká hladina ketolátek je běžně známá jako ketóza a velmi často je zaměňována s potenciálně smrtelným stavem, který se často vyskytuje u diabetiků 1. typu známých jako diabetická ketoacidóza. Někdo, kdo trpí ketoacidózou, bude mít mnohem vyšší hladinu ketolátek spolu s vysokou hladinou cukru v krvi, dehydratací a elektrolytovou nerovnováhou. Mastné kyseliny s dlouhým řetězcem nemohou překročit hematoencefalickou bariéru, ale játra je mohou štěpit a produkovat ketony. Oktanové a heptanové kyseliny mastných kyselin se středním řetězcem však mohou překonat bariéru a být používány přímo mozkem, který se normálně spoléhá na svou energii pro glukózu.Glukoneogeneze umožňuje lidem syntetizovat některé glukózy ze specifických aminokyselin: z glycerolového řetězce v triglyceridech a v některých případech z mastných kyselin.